# 8764 Gallinago
A 8764 Gallinago (ideiglenes jelöléssel 1109 T-2) a Naprendszer kisbolygóövében található aszteroida. Cornelis Johannes van Houten, Ingrid van Houten-Groeneveld és Tom Gehrels fedezte fel 1973. szeptember 29-én.